# Brachinus javalinopsis
Brachinus javalinopsis är en skalbaggsart som beskrevs av Terry Erwin. Brachinus javalinopsis ingår i släktet Brachinus och familjen jordlöpare. Inga underarter finns listade i Catalogue of Life.